# Улица Сен-Поль (Монреаль)
Улица Сен-Поль, фр. Rue Saint-Paul — улица в историческом районе Старый Монреаль в городе Монреаль, Квебек.

## История

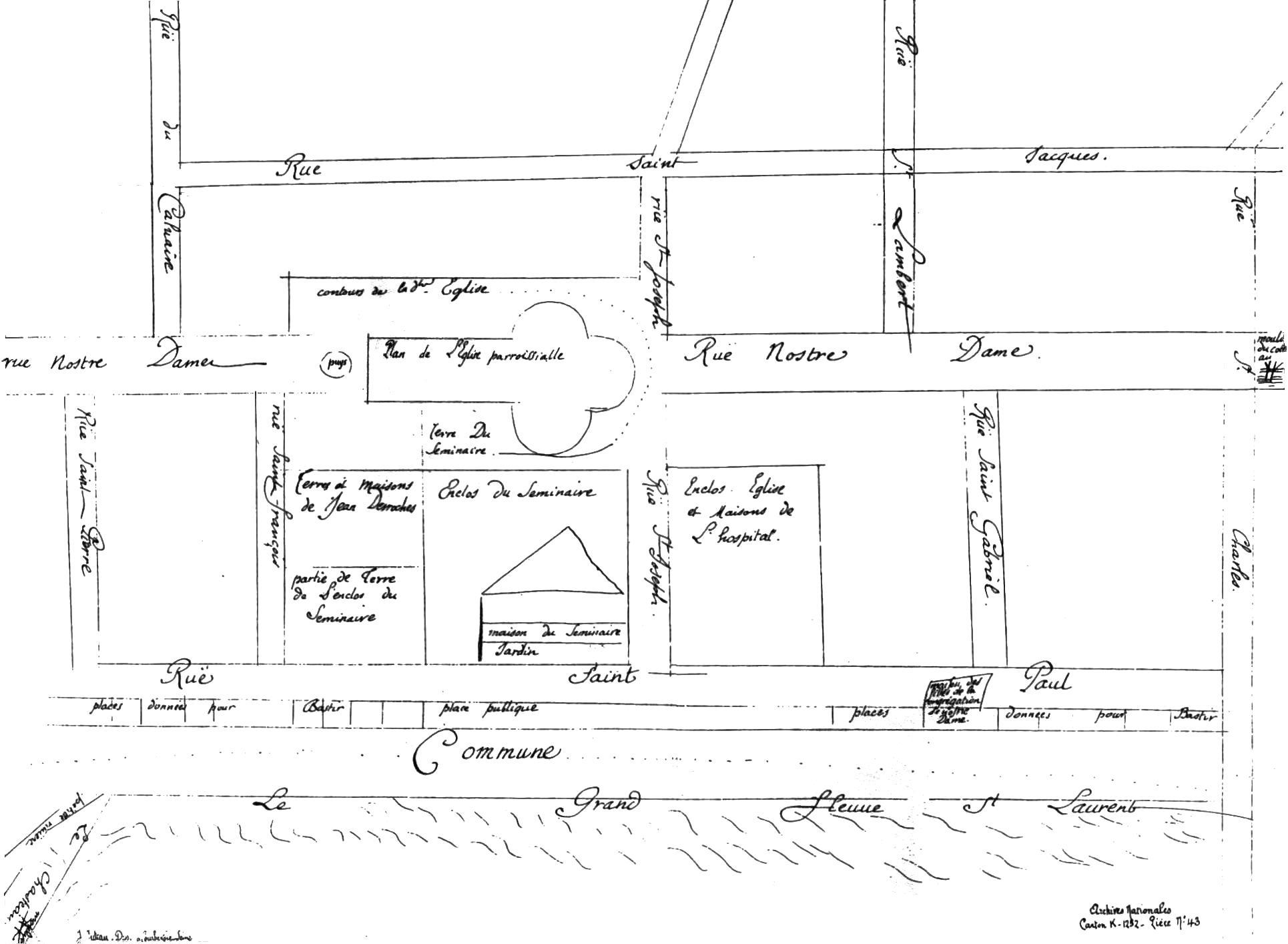
Карта Монреаля, которую начертил Франсуа Долье де Кассон в 1672 году

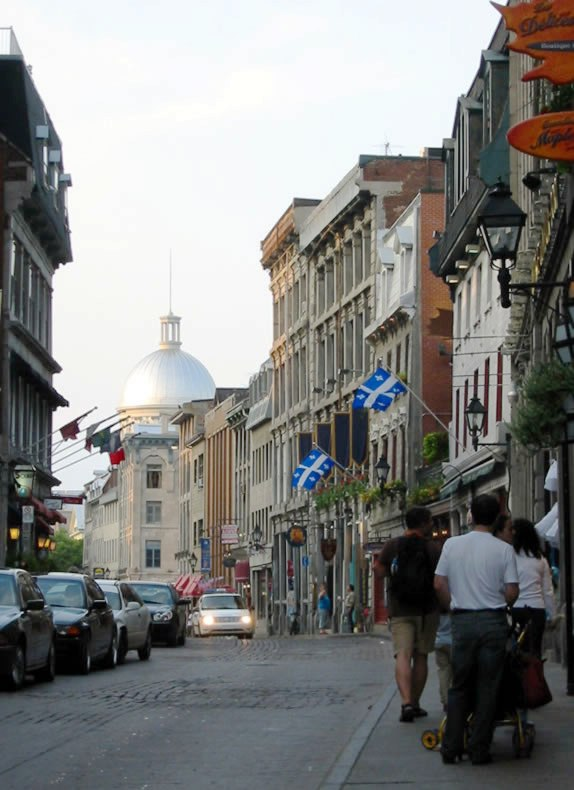
Улица Сен-Поль

Улицу спроектировал викарий монреальской епархии Франсуа Долье де Кассон вдоль дороги, которая образовывала границу бывшего форта. Это самая старая из улиц Монреаля, многие годы служившая основной транспортной артерией города. Улица вымощена в 1672 г. и названа в честь Поля Шомеди де Мезоннёва, основателя Монреаля, который построил здесь собственный дом в 1650 г.
На улице расположены различные достопримечательности, в том числе рынок Бонсекур. Большая часть улицы вымощена булыжником. Планы превратить улицу в пешеходную зону были отвергнуты в 2008 г. администрацией г. Монреаль после жалоб торговцев. Летом 2009 г. город на короткое время закрыл улицу для автомобильного движения в качестве пробного проекта с 13 июля по 3 августа.